# Błonawy
Błonawy – wieś w Polsce położona w województwie wielkopolskim, w powiecie konińskim, w gminie Sompolno, w sołectwie Lubstów, na północ od Jeziora Lubstowskiego.
W latach 1975–1998 miejscowość administracyjnie należała do województwa konińskiego. Według danych z roku 2009 liczyła 94 mieszkańców, w tym 45 kobiet i 49 mężczyzn.
Mieszkańcy Błonaw wyznania katolickiego przynależą do parafii św. Jadwigi w Lubstowie.